# 大岩不動の湯
大岩不動の湯（おおいわふどうのゆ）は、富山県中新川郡上市町大松3に位置する温泉である。富山県公衆浴場組合に加盟している。
なお、この名称は源泉名かつ施設名である。

## 概要
2007年（平成20年）9月開湯の、深さ1500mの源泉から引いた温泉である。屋内は地元の杉や桧を用いている。

## 泉質
富山県では珍しい硫酸塩泉（石膏泉）であり、日によって温泉の色が赤色や青色などに変化する。
- ナトリウム・カルシウム - 硫酸塩・塩化物泉[1]
  - 源泉温度 47℃[4]
  - pH8.2[4]
  - 弱甘味・緑色
  - 溶存物質 5.429g/L[4]
  - 低張性、弱アルカリ性 、高温泉
  - 湧出量 毎分110.0L（動力揚水）[4]

## 温泉街
施設には内湯2つと露天風呂2つがあり、2週間ごとに入れ替わる。内湯の大岩不動明王像と六本滝をかたどった大きなステンドグラスが名物となっている。料金は440円（富山県公衆浴場組合価格）。
日帰り施設
- 大岩不動の湯

## 交通アクセス
公共交通
富山地方鉄道本線上市駅から上市町営バスに乗り換え、大岩西バス停で下車しすぐ目の前。
車
富山県道152号の道沿いにある。